# Johann Wilhelm Hittorf
Johann Wilhelm Hittorf (27. března 1824 Bonn – 28. listopadu 1914 Münster) byl německý fyzik.
Hittorf jako první provedl výpočet kapacity atomů nesoucích elektrických náboj a molekul (iontů), což bylo důležité pro pochopení elektrochemické reakce. Formuloval iontová transportní čísla a vyvinul metodu pro jejich měření. Pozoroval trubice s energetickým zářením vycházejícím ze záporné elektrody. Tyto paprsky vyvolávaly fluorescenci na stěnách skleněných trubic. Eugen Goldstein nazval tento jev v roce 1876 katodovým zářením.
Hittorfovy rané práce se týkaly alotropie fosforu a selenu. V letech 1853 až 1859 zkoumal pohyb iontů způsobený elektrickým proudem. Poukázal na to, že některé ionty jsou rychlejší než jiné. To vedlo k představě o transportním čísle, frakci elektrického proudu nesené každým z iontů. Změřil také změny v koncentraci elektrolytického řešení, vypočítal transportní čísla mnoha iontů a v roce 1869 vydal svou práci týkající se pohybu iontů.
Stal se profesorem fyziky na Univerzitě v Münsteru, kde byl v letech 1879 – 1889 ředitelem tamní fyzikální laboratoře. Studoval zde spektra lehkých plynů a par, zkoumal průchod elektřiny přes plyny a objevil nové vlastností katodových paprsků, zejména elektronové záření. V roce 1869 zjistil, že katodové paprsky září různými barvami z důvodu vystavení různým tlakům a za použití různých plynů.
Jeho práce vedla k vývoji rentgenů a katodových trubic. Měření proudu v elektronce bylo důležitým krokem k vytvoření elektronkové diody.